# Oncidium × cookianum
Oncidium × cookianum là một loài thực vật có hoa lai ghép thuộc họ Lan. Đây là loài được lai giữa O. constrictum và O. spectatissimum. Loài này được (Rolfe) M.W.Chase & N.H.Williams mô tả khoa học đầu tiên năm 2008.